# L'Exposició (barri de València)
L'Exposició és un barri de la ciutat de València que forma part del districte del Pla del Real, a l'est de la ciutat. Es troba a l'oest del districte, i és delimitat al sud per l'inici del Passeig de l'Albereda i el Jardí del Túria, que el separa del barri de La Xerea a la Ciutat Vella, a l'oest el carrer del General Elío i els Jardins del Real el separen del barri de La Trinitat al districte de la Saïdia, al nord l'avinguda de Blasco Ibáñez el separa dels barris de Jaume Roig i de la Ciutat Universitària, i a l'est l'avinguda de Suècia i el carrer d'Amadeu de Savoia el separen del barri de Mestalla. Alguns dels principals carrers que el travessen són els carrers de Misser Mascó d'est a oest i del Doctor Moliner de sud a nord.
La seua població en l'any 2009 era de 6.825 habitants.

## Nom
El barri pren el seu nom per l'Exposició Regional Valenciana del 1909, ja que la major part del barri era ocupada per les modernistes construccions realitzades per a l'exposició, algunes de les quals encara hi són en l'actualitat.

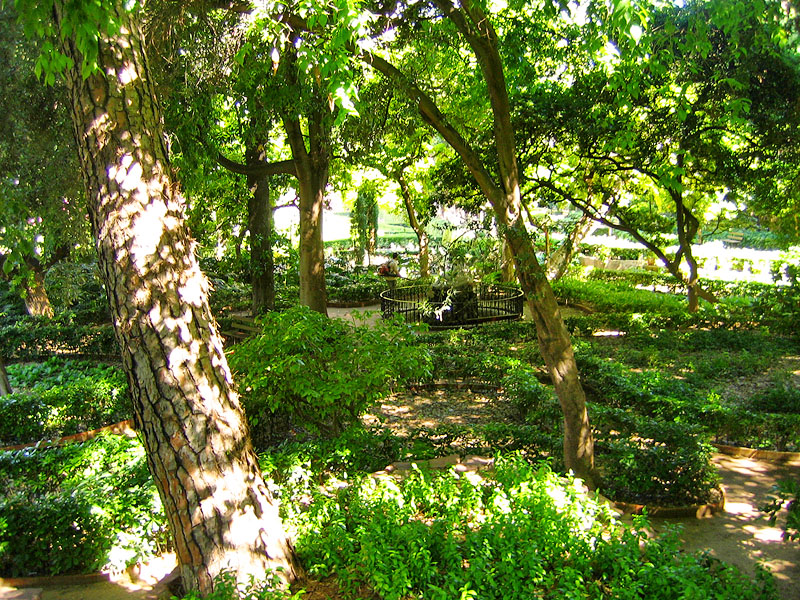
Jardí de Monfort

## Història
Les terres del barri eren travessades per la històrica séquia de Mestalla, que regava tota l'horta de l'est de la ciutat de València, actualment tota urbanitzada. El barri s'inicia al passeig de l'Albereda, obert el 1677 com a antic accés des de la mar al desaparegut Palau del Real (situat al sud dels actuals Jardins del Real). Aquest passeig a la ribera esquerra del vell llit del riu Túria acollia molts horts, un dels quals va donar origen als Jardins de Montfort, i l'inici de camins que unien la ciutat amb els poblats marítims com l'antic Camí del Cabanyal que coincideix amb l'actual carrer de Montfort i es dirigia cap al poblat d'El Cabanyal.

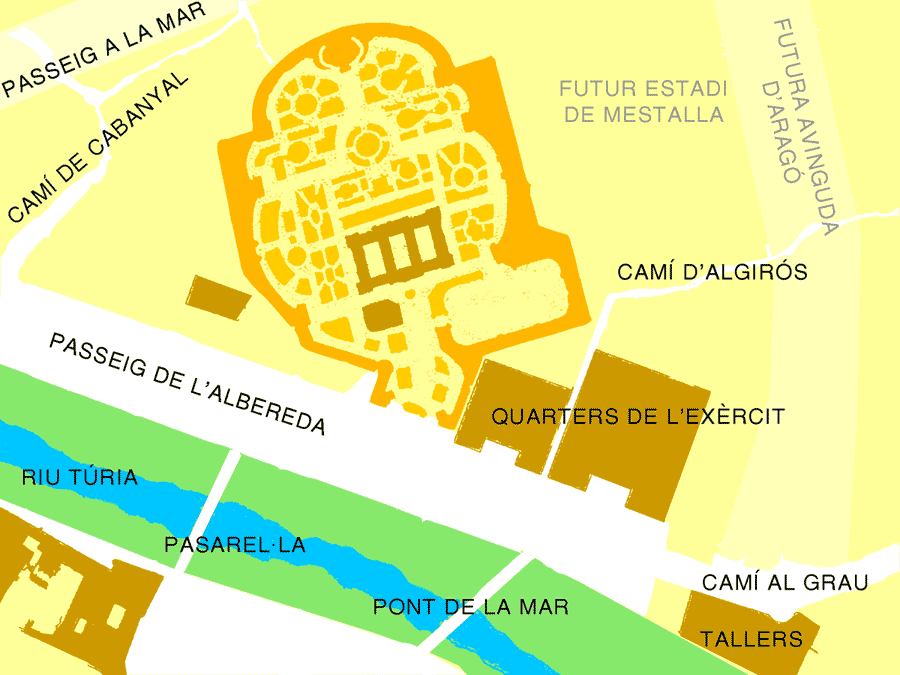
Plànol de la situació de l'Exposició en relació amb el riu Túria

L'Exposició Regional de 1909 va ser impulsada per Tomás Trénor Palavicino, president de l'Ateneu Mercantil de València i I Marquès del Túria. Es van edificar construccions modernistes de les quals algunes es van mantindre fins a l'actualitat, com el Palau de la Indústria (conegut popularment com "La Tabacalera" per haver acollit durant dècades una fàbrica de tabacs), el Palau de l'Exposició, l'Asil de Lactància i l'edifici de La Llanera (o "La Lanera"), actual Hotel Westin de València. Per l'actual subdivisió oficial de barris de València, sols el primer edifici forma part del barri de L'Exposició, i els tres últims estan situats al veí barri de Mestalla.
Entre 1889 i 1891 es va edificar junt als Jardins de Montfort el desaparegut Palau de Ripalda, que va ser demolit el 1971. La Fira de València fundada l'any 1917 va tindre la seu a un recinte ubicat al carrer del General Elío junt als Jardins del Real.
Durant la primera meitat del segle xx s'inicia la construcció del "Passeig de València al Mar" (avinguda de Blasco Ibáñez des de 1980), que venia a substituir l'antic Camí del Cabanyal i fomentar el creixement de la ciutat direcció cap a la mar. S'inicia al nord del barri i prompte es va convertir en lloc de xaletets per a residències fora de la ciutat vella. La Universitat de València va instal·lar ací les seues facultats del Campus de Blasco Ibáñez, algunes de les quals es troben dins el barri.

## Elements importants
Cal destacar el Palau de la Indústria (o "Tabalacera") al carrer d'Amadeu de Savoia, que després d'haver abandonat el seu ús com a fàbrica de tabacs ha estat restaurat i habilitat com a nova seu d'instal·lacions i oficines de l'Ajuntament de València.
Els Jardins de Montfort són uns dels més idíl·lics i clàssics de la ciutat, així com el passeig de l'Albereda, el Jardí del Túria o els jardins centrals de l'avinguda de Blasco Ibáñez.
La Universitat de València disposa al barri de la Facultat de Geografia i Història, la Facultat de Filosofia i Ciències de l'Educació i la Facultat de Filologia, Traducció i Comunicació, a més de la "Biblioteca d'Humanitats Joan Reglà" i "La Llibreria de la Universitat" al carrer d'Arts Gràfiques.
A l'avinguda de Blasco Ibáñez es troba la Clínica Quirón.
El pont del Real i el pont de l'Exposició (conegut també com "de Calatrava" o "La Peineta") connecten el barri amb la ciutat vella.

## Transports
Al nord del barri, a l'avinguda de Blasco Ibáñez es troba l'estació de Facultats-Manuel Broseta de la línia 3 de MetroValencia, i al sud trobem baix el pont de l'Exposició al Jardí del Túria l'estació d'Alameda de les línies 3 i 5.